# Выборы в Конституционное собрание Норвегии (1814, февраль)

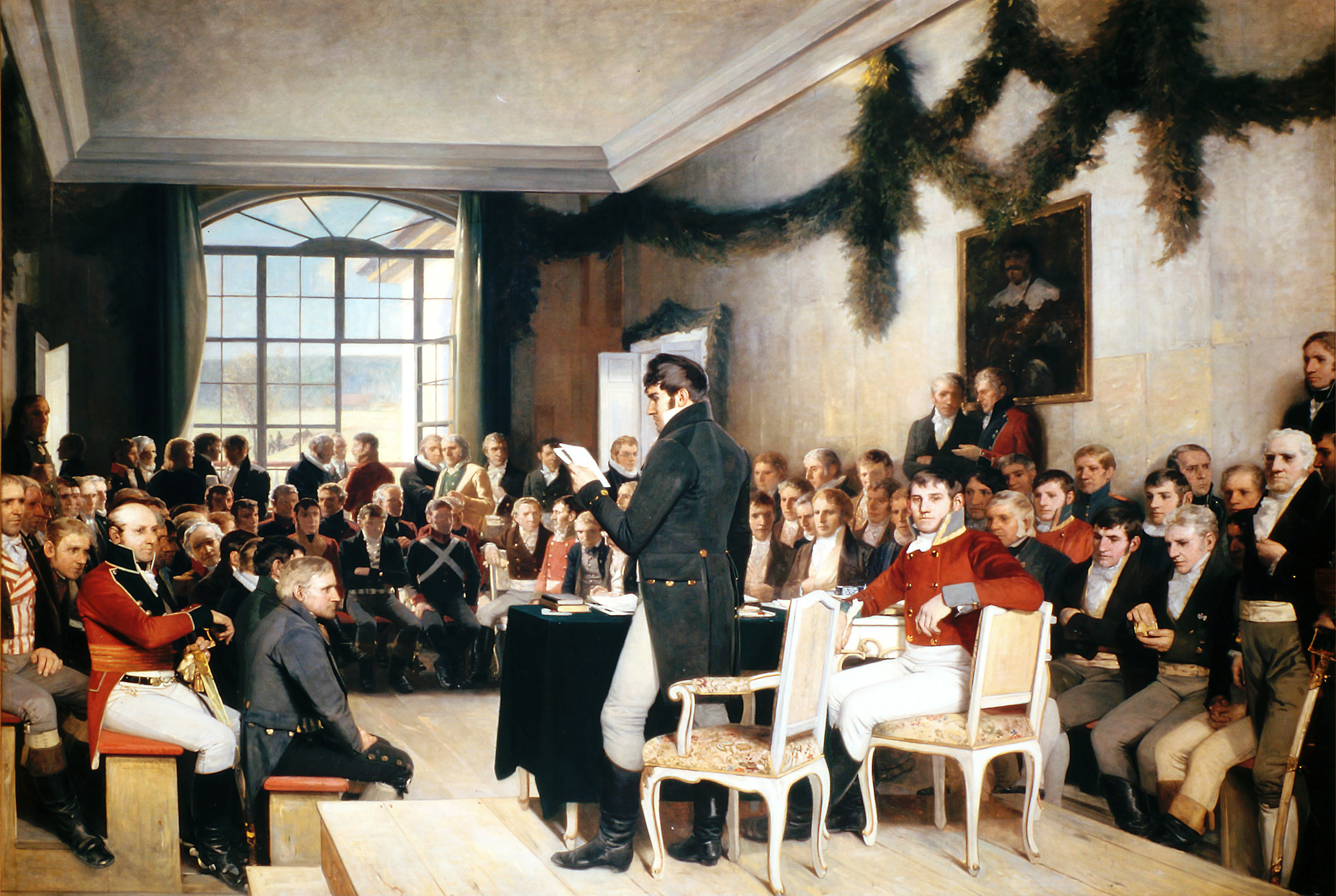
Первое Норвежское Конституционное собрание 1814 года (Оскар Вергеленд, 1885, Национальная галерея Норвегии)

Выборы в Первое Конституционное собрание в Норвегии проходили в 1814 году. В столице страны Христиании и окрестностях выборы были проведены в феврале, а в остальной части страны по мере поступления новостей о необходимости выборов. Однако в двух крайних северных районах (амтах) Нурланне и Финнмарке на крайнем севере страны выборы не проводились до июля и августа, когда Первое Конституционное собрание уже завершило свою работу. Поскольку политические партии официально не создавались до 1884 года, 112 избранных членов были независимыми.
Учредительное собрание собралось в Эйдсволле для разработки Конституции Норвегии. Делегатов в народе окрестили «эйдсволлменами» (норв. Eidsvollsmennene). Новая конституция была согласована 16 мая 1814 года, подписана и датирована на следующий день. Выборы во второе Конституционное собрание состоялись 14 августа 1814 года.